# Subotica Podravska
Subotica Podravska – wieś w Chorwacji, w żupanii kopriwnicko-kriżewczyńskiej, w gminie Rasinja. W 2011 roku liczyła 510 mieszkańców.